# Jean-Claude Gillier
Jean-Claude Gillier (ur. 1667 w Paryżu, zm. 30 maja 1737 tamże) – francuski kompozytor epoki baroku, działający przez wiele lat w Anglii.
Giller komponował niemal wyłącznie teatralną muzykę sceniczną. Od 1693 był kontrabasistą w orkiestrze Comédie-Française. W latach 1699 i 1701 pracował w Anglii. W 1705 koncertował w Yorku. W latach 1706–1707 komponował muzykę sceniczną dla Queen's Theater.
W latach 1713–1735 przygotowywał oprawę muzyczna do przedstawień sztuk takich autorów jak:  Lesage, Fuzelier, d'Orneval, Favart itd., a także koncertował w domach arystokratów.